# Río Blanco (Meksyk)
Río Blanco – miasto w Meksyku, w stanie Veracruz.